# 알카움
알카움(Al-Kawm, 아랍어: الكوم; 엘카움으로도 표기)은 시리아 중부의 알카움 오아시스에 위치한 마을로, 알수크나 북쪽과 락까 남쪽에 있다. 이 오아시스에는 엘카움으로 알려진 일련의 중요한 고고학 유적지들이 포함되어 있다. 2004년에 이 마을의 인구는 1,771명이었다.

## 역사
1960년 시리아 인구 조사에서 알카움의 인구는 193명이었다.
시리아 내전 중 이슬람 국가는 2017년 8월 14일 시리아 아랍군이 점령할 때까지 이 마을을 대부분 통제했다.
2022년 12월 12일부터 13일 사이에 이슬람 국가 무장세력은 12월 이 지역 근처에서 발생한 충돌로 시리아 군인 6명이 사망한 후 안개를 틈타 3일 동안 이 마을을 일시적으로 점령했다.
2025년 2월 25일까지 이 마을은 완전히 버려졌다.